# Уикикниги
Уикикниги (Wikibooks), в миналото наричан „Wikimedia Free Textbook Project“ (Проект за свободни учебници на Уикимедия) и „Wikimedia-Textbooks“ (Уикимедия-учебници), е сроден на Уикипедия проект и част от Фондация Уикимедия. Проектът стартира на 10 юли, 2003 г.
Уикикниги представлява колекция от свободни учебници, ръководства и други образователни текстове, поддържащ организацията на текстовете в книги, писани в сътрудничество на самата страница. Сайтът е уики, което означава, че всеки може да редактира всяка книга, като кликне на препратката „редактиране“, появяваща се на всяка страница.